# Ailton Menegussi
Ailton Menegussi (ur. 5 listopada 1962 w Nova Venécia) – brazylijski duchowny katolicki, biskup Crateús od 2013. 

## Życiorys
22 listopada 1998 otrzymał święcenia kapłańskie i został inkardynowany do diecezji São Mateus. Był m.in. rektorem diecezjalnych seminariów duchownych oraz proboszczem parafii w Barra de São Francisco.
6 listopada 2013 papież Franciszek mianował go biskupem diecezji Crateús. Sakry udzielił mu 21 grudnia 2013 biskup Zanoni Demettino Castro.